# Saint-Palais-sur-Mer
 Saint-Palais-sur-Mer  es una población y comuna francesa, situada en la región de Nueva Aquitania, departamento de Charente Marítimo, en el distrito de Rochefort y cantón de La Tremblade.

## Demografía
| 2192 | 2209 | 2127 | 2370 | 2736 | 3343 |
| Para los censos de 1962 a 1999 la población legal corresponde a la población sin duplicidades (Fuente: INSEE [Consultar]) |      |      |      |      |      |

Forma parte de la aglomeración urbana de Royan.